# A Nagypályások epizódjainak listája
Ez a lista a Nagypályások (Ballers) című amerikai sorozat epizódjait tartalmazza.

## Évadáttekintés
| Évad | Évad | Részek száma | Részek száma | Eredeti sugárzás    | Eredeti sugárzás     | Eredeti adó | Magyar sugárzás     | Magyar sugárzás      | Magyar adó |
| Évad | Évad | Részek száma | Részek száma | Évadbemutató        | Évadzáró             | Eredeti adó | Évadbemutató        | Évadzáró             | Magyar adó |
| ---- | ---- | ------------ | ------------ | ------------------- | -------------------- | ----------- | ------------------- | -------------------- | ---------- |
|      | 1.   | 10           | 10           | 2015. június 21.    | 2015. augusztus 23.  | HBO         | 2015. június 21.    | 2015. augusztus 23.  | HBO        |
|      | 2.   | 10           | 10           | 2016. július 17.    | 2016. szeptember 25. | HBO         | 2016. július 18.    | 2016. szeptember 26. | HBO        |
|      | 3.   | 10           | 10           | 2017. július 23.    | 2016. szeptember 24. | HBO         | 2017. augusztus 6.  | 2017. október 8.     | HBO        |
|      | 4.   | 9            | 9            | 2018. augusztus 12. | 2018. október 7.     | HBO         | 2018. augusztus 26. | 2018. október 21.    | HBO        |
|      | 5.   | 8            | 8            | 2019. augusztus 25. | 2019. október 13.    | HBO         | 2019. augusztus 26. | 2019. október 14.    | HBO        |

## Első évad (2015)
| Sor. | Év. | Cím                                            | Rendező            | Író                             | Premier             | Nézettség   |
| ---- | --- | ---------------------------------------------- | ------------------ | ------------------------------- | ------------------- | ----------- |
| 1.   | 1.  | Bemelegítés (Pilot)                            | Peter Berg         | Stephen Levinson                | 2015. június 21.    | 2,16 millió |
| 2.   | 2.  | Nőj fel (Raise Up)                             | Julian Farino      | Evan Reilly                     | 2015. június 28.    | 1,85 millió |
| 3.   | 3.  | Lépj akcióba (Move the Chains)                 | Julian Farino      | Evan Reilly                     | 2015. július 5.     | 1,70 millió |
| 4.   | 4.  | Fejek fognak hullani (Heads Will Roll)         | Julian Farino      | Rob Weiss                       | 2015. július 12.    | 1,59 millió |
| 5.   | 5.  | Machete harc (Machete Charge)                  | Seith Mann         | Steve Sharlet                   | 2015. július 19.    | 1,64 millió |
| 6.   | 6.  | Nincs semmi különös (Everything Is Everything) | John Fortenberry   | Evan Reilly                     | 2015. július 26.    | 1,81 millió |
| 7.   | 7.  | Végek (Ends)                                   | Simon Cellan Jones | Rob Weiss                       | 2015. augusztus 2.  | 1,56 millió |
| 8.   | 8.  | Átverések (Gaslighting)                        | Simon Cellan Jones | Evan Reilly                     | 2015. augusztus 9.  | 1,71 millió |
| 9.   | 9.  | Szemtől szembe (Head-On)                       | Julian Farino      | Steve Sharlet                   | 2015. augusztus 16. | 1,57 millió |
| 10.  | 10. | Flamingók (Flamingos)                          | Julian Farino      | Stephen Levinson és Evan Reilly | 2015. augusztus 23. | 1,40 millió |

## Második évad (2016)
| Sor. | Év. | Cím                                                 | Rendező            | Író                                | Premier                                   | Nézettség   |
| ---- | --- | --------------------------------------------------- | ------------------ | ---------------------------------- | ----------------------------------------- | ----------- |
| 11.  | 1.  | Lézerharc (Face of the Franchise)                   | Julian Farino      | Evan Reilly                        | 2016. július 17. 2016. július 18.         | 1,59 millió |
| 12.  | 2.  | Családi gyógyszertár és diszkont (Enter the Temple) | Julian Farino      | Evan Reilly                        | 2016. július 24. 2016. július 25.         | 1,28 millió |
| 13.  | 3.  | Három év 30 millió dollár (Elidee)                  | Julian Farino      | Steve Sharlet                      | 2016. július 31. 2016. augusztus 1.       | 1,24 millió |
| 14.  | 4.  | Kezdődik a rossz világ (World of Hurt)              | Julian Farino      | Rob Weiss                          | 2016. augusztus 7. 2016. augusztus 8.     | 1,14 millió |
| 15.  | 5.  | Átlagsrác (Most Guys)                               | Simon Cellan Jones | Neena Beber és Evan Reilly         | 2016. augusztus 14. 2016. augusztus 15.   | 1,21 millió |
| 16.  | 6.  | Kijózanodás (Saturdaze)                             | Simon Cellan Jones | Rob Weiss                          | 2016. augusztus 21. 2016. augusztus 22.   | 1,32 millió |
| 17.  | 7.  | Mindenki tudja (Everybody Knows)                    | Simon Cellan Jones | Rashard Mendenhall és Zach Robbins | 2016. augusztus 28. 2016. augusztus 29.   | 1,01 millió |
| 18.  | 8.  | Lapítás (Laying in the Weeds)                       | Simon Cellan Jones | Steve Sharlet                      | 2016. szeptember 11. 2016. szeptember 12. | 0,87 millió |
| 19.  | 9.  | Egy milla egy táskában (Million Bucks in a Bag)     | Julian Farino      | Evan Reilly és Steve Sharlet       | 2016. szeptember 18. 2016. szeptember 19. | 1,00 millió |
| 20.  | 10. | Játéknap (Game Day)                                 | Julian Farino      | Evan Reilly és Steve Sharlet       | 2016. szeptember 25. 2016. szeptember 26. | 1,10 millió |

## Harmadik évad (2017)
| Sor. | Év. | Cím                                        | Rendező           | Író                          | Premier                                   | Nézettség   |
| ---- | --- | ------------------------------------------ | ----------------- | ---------------------------- | ----------------------------------------- | ----------- |
| 21.  | 1.  | A terjeszkedés csírái (Seeds of Expansion) | Julian Farino     | Rob Weiss                    | 2017. július 23. 2017. augusztus 6.       | 2,48 millió |
| 22.  | 2.  | Ha egy üzlet beindul (Bull Rush)           | David Katzenberg  | Evan Reilly                  | 2017. július 30. 2017. augusztus 13.      | 2,58 millió |
| 23.  | 3.  | Tűzön vízen (In the Teeth)                 | David Katzenberg  | Carter Harris                | 2017. augusztus 6. 2017. augusztus 20.    | 2,28 millió |
| 24.  | 4.  | A nagyok játéka (Ride and Die)             | David Katzenberg  | Rob Weiss                    | 2017. augusztus 13. 2017. augusztus 27.   | 2,48 millió |
| 25.  | 5.  | Hamis álmok (Make Believe)                 | Chloe Domont      | Evan Reilly                  | 2017. augusztus 20. 2017. szeptember 3.   | 2,36 millió |
| 26.  | 6.  | Gyűlölöm New Yorkot (I Hate New York)      | Millicent Shelton | Steve Sharlet                | 2017. augusztus 27. 2017. szeptember 10.  | 2,85 millió |
| 27.  | 7.  | Ricky-Leaks (Ricky-Leaks)                  | Rob Weiss         | Rob Weiss                    | 2017. szeptember 3. 2017. szeptember 17.  | 0,99 millió |
| 28.  | 8.  | Csapatmunka (Alley-Oops)                   | David Katzenberg  | Rashard Mendenhall           | 2017. szeptember 10. 2017. szeptember 24. | 0,93 millió |
| 29.  | 9.  | Célegyenes (Crackback)                     | Julian Farino     | Evan Reilly és Steve Sharlet | 2017. szeptember 17. 2017. október 1.     | 0,93 millió |
| 30.  | 10. | A nagy hátraarc (Yay Area)                 | Julian Farino     | Evan Reilly                  | 2017. szeptember 24. 2017. október 8.     | 0,99 millió |

## Negyedik évad (2018)
| Sor. | Év. | Cím                                                                | Rendező            | Író                           | Premier                                   | Nézettség   |
| ---- | --- | ------------------------------------------------------------------ | ------------------ | ----------------------------- | ----------------------------------------- | ----------- |
| 31.  | 1.  | Kemény menet (Rough Ride)                                          | Julian Farino      | Stephen Levinson és Rob Weiss | 2018. augusztus 12. 2018. augusztus 26.   | 1,05 millió |
| 32.  | 2.  | Akarsz Obama lenni? (Don't You Wanna Be Obama?)                    | Julian Farino      | Stephen Levinson és Rob Weiss | 2018. augusztus 19. 2018. szeptember 2.   | 0,91 millió |
| 33.  | 3.  | Ez nem a mi világunk (This Is Not Our World)                       | Julian Farino      | Stephen Levinson és Rob Weiss | 2018. augusztus 26. 2018. szeptember 9.   | 0,99 millió |
| 34.  | 4.  | Az erős megbocsájt (Forgiving Is Living)                           | Rob Weiss          | Rob Weiss és Stephen Levinson | 2018. szeptember 2. 2018. szeptember 16.  | 0,87 millió |
| 35.  | 5.  | Háború (Doink)                                                     | Rob Weiss          | Chloe Domont és Zach Robbins  | 2018. szeptember 9. 2018. szeptember 23.  | 0,73 millió |
| 36.  | 6.  | Csak semmi rizsa (No Small Talk)                                   | Simon Cellan Jones | Rashard Mendenhall            | 2018. szeptember 16. 2018. szeptember 30. | 0,87 millió |
| 37.  | 7.  | Fiatalság, bolondság (The Kids Are Aight)                          | Chloe Domont       | Jason Lew                     | 2018. szeptember 23. 2018. október 7.     | 0,72 millió |
| 38.  | 8.  | A kisebbik rossz (The Devil You Know)                              | Chloe Domont       | Jason Lew                     | 2018. szeptember 30. 2018. október 14.    | 0,77 millió |
| 39.  | 9.  | Mindenütt jó, de legjobb otthon (There's No Place Like Home, Baby) | Simon Cellan Jones | Stephen Levinson és Rob Weiss | 2018. október 7. 2018. október 21.        | 0,60 millió |

## Ötödik évad (2019)
| Sor. | Év. | Cím                                                   | Rendező            | Író                           | Premier                                   | Nézettség   |
| ---- | --- | ----------------------------------------------------- | ------------------ | ----------------------------- | ----------------------------------------- | ----------- |
| 40.  | 1.  | A protokoll a lúzerek terepe (Protocol Is for Losers) | Chloe Domont       | Stephen Levinson és Rob Weiss | 2019. augusztus 25. 2019. augusztus 26.   | 0,59 millió |
| 41.  | 2.  | A cipő teszi (Must Be the Shoes)                      | Chloe Domont       | Rob Weiss és Stephen Levinson | 2019. szeptember 1. 2019. szeptember 2.   | 0,54 millió |
| 42.  | 3.  | Rémálom (Copernicursed)                               | Chloe Domont       | Stephen Levinson és Rob Weiss | 2019. szeptember 8. 2019. szeptember 9.   | 0,53 millió |
| 43.  | 4.  | Municipál (Municipal)                                 | Rob Weiss          | Rob Weiss és Stephen Levinson | 2019. szeptember 15. 2019. szeptember 16. | 0,41 millió |
| 44.  | 5.  | Morzsák (Crumbs)                                      | Rob Weiss          | Stephen Levinson és Rob Weiss | 2019. szeptember 22. 2019. szeptember 23. | 0,45 millió |
| 45.  | 6.  | Oktató műsor (Edutainment)                            | Simon Cellan Jones | Jason Lew                     | 2019. szeptember 29. 2019. szeptember 30. | 0,46 millió |
| 46.  | 7.  | Nyalókát valakinek? (Who Wants a Lollipop)            | Simon Cellan Jones | Rob Weiss és Stephen Levinson | 2019. október 6. 2019. október 7.         | 0,46 millió |
| 47.  | 8.  | A játékosokért (Players Only)                         | Chloe Domont       | Stephen Levinson és Rob Weiss | 2019. október 13. 2019. október 14.       | 0,50 millió |

## Fordítás
Ez a szócikk részben vagy egészben  a   List of Ballers episodes című angol Wikipédia-szócikk ezen változatának fordításán alapul.  Az eredeti cikk szerkesztőit annak laptörténete sorolja fel. Ez a jelzés csupán a megfogalmazás eredetét és a szerzői jogokat jelzi, nem szolgál a cikkben szereplő információk forrásmegjelöléseként.